# Newton-on-Ouse
Newton-on-Ouse is een civil parish in het bestuurlijke gebied Hambleton, in het Engelse graafschap North Yorkshire.